# Sonderabteilung Einsatz R
Sonderabteilung Einsatz R, även benämnd Einsatz R, Aktion R och Abteilung R, var en särskild SS-avdelning inom Operationszone Adriatisches Küstenland. Sonderabteilung Einsatz R var underordnad den Högre SS- och polischefen i Trieste, Odilo Globocnik, och hade till uppgift att gripa och deportera italienska judar, förfölja politiska motståndare samt bekämpa partisaner.
I början av november 1943 avslutades Operation Reinhard, förintandet av Generalguvernementets judiska befolkning. De SS-män som hade tjänstgjort i förintelselägren Bełżec, Sobibór och Treblinka kommenderades då till norra Italien och Sonderabteilung Einsatz R, som leddes av Christian Wirth. I maj 1944 sköts Wirth ihjäl av jugoslaviska partisaner och efterträddes av Gottlieb Hering, som inom kort avlöstes av Dietrich Allers.
Sonderabteilung Einsatz R hade i uppdrag att gripa och deportera italienska judar och konfiskera deras förmögenhet. Vidare hade SS-männen i uppgift att förfölja och gripa politiska motståndare samt att bekriga jugoslaviska partisaner. I koncentrationslägret Risiera di San Sabba i Trieste mördades omkring 5 000 judar och partisaner.

## Organisation
| Enhet       | Befälhavare        | Anmärkningar                                                          |
| ----------- | ------------------ | --------------------------------------------------------------------- |
| R I Trieste | Gottlieb Hering    |                                                                       |
| R II Fiume  | Franz Reichleitner | Efter Reichleitners död i januari 1944 blev Franz Stangl befälhavare. |
| R III Udine | Franz Stangl       |                                                                       |
| R IV Mestre | Franz Stangl       |                                                                       |